# Fuser (jogo eletrônico)
Fuser é um jogo de ritmo desenvolvido pela Harmonix e publicado pela NCSoft. Foi lançado em 10 de novembro de 2020 para Microsoft Windows, Nintendo Switch, PlayStation 4 e Xbox One. O Fuser permite que os jogadores criem mixagens de DJ a partir de várias faixas musicais licenciadas, recompensando o jogador por mudanças sincronizadas de faixas. O jogo apresenta os modos single-player e multiplayer, bem como os meios para compartilhar remixes com outros usuários.

Após a aquisição da Harmonix pela Epic Games em 2021, a Harmonix fechou os servidores multijogador em dezembro de 2022 e removeu o jogo e o conteúdo adicional da venda, deixando os componentes para um jogador jogáveis.

## Jogabilidade
Em Fuser, o jogador assume o papel de DJ em um grande show e faz um mashup de diferentes músicas. Eles têm uma mesa de DJ virtual com quatro toca-discos, instrumentos personalizados, filtros de som e até 24 discos (sua caixa) na parte superior da tela. Cada disco possui quatro faixas marcadas por cores e relacionadas a um tipo de instrumento musical, como bateria, violão ou voz. A qualquer momento, o jogador pode colocar um registro, selecionar uma faixa específica desse registro e colocá-lo em qualquer um dos toca-discos. Isso adiciona a faixa desse instrumento à mixagem atual em todos os quatro registros, ajustando automaticamente o tempo e o tom musical da mixagem. Novos registros/faixas podem ser adicionados a qualquer toca-discos, substituindo a faixa anterior na mixagem. Além disso, cada músico pode receber uma segunda faixa de instrumento, que pode ser alternada individualmente, ou todos os quatro músicos podem ser alterados para os novos por uma única queda ou usando um "riser" que os transita por um período curto. Os filtros de áudio podem ser usados em cada instrumento, e o usuário tem a capacidade de criar vários loops de instrumentos por meio de um sintetizador de vários botões que pode ser adicionado como outro instrumento à mixagem atual. Esse conceito é comparável ao jogo anterior da Harmonix, DropMix, que era um jogo de cartas físicas que incorporava a tecnologia NFC com um tabuleiro de jogo eletrônico e um aplicativo móvel publicado pela Hasbro.
O jogo tem uma campanha para um jogador com vários conjuntos em vários locais. A cada set, o músico tenta fazer mixagens, marcando mais pontos ao adicionar novas faixas no tempo forte ou em batidas específicas de cada instrumento onde a faixa cai. Além disso, o público virtual fará pedidos, como músicas específicas, músicas de um gênero específico ou um determinado tipo de instrumento. Concluir essas solicitações em um curto período de tempo marca pontos adicionais. O jogador é classificado em uma escala de cinco estrelas com base em sua pontuação total durante o set. Para atingir uma pontuação alta, o jogador tem a oportunidade de customizar o conteúdo da caixa para ser o mais eficiente possível na troca de pistas..
Fuser também inclui modos multiplayer cooperativos e competitivos que permitem que os jogadores colaborem na criação de uma mistura ou lutem entre si. Os jogadores também podem participar de eventos semanais de mixagem que encarregam os jogadores de criar uma mixagem baseada em um gênero musical ou instrumento específico que é então votado por outros jogadores. O jogo também apresenta um modo freestyle que permite aos jogadores criar suas próprias mixagens e compartilhá-las com outras pessoas nas mídias sociais..
A Harmonix introduziu o recurso Headliner Spotlight em maio de 2021. Isso apresentou alguns canais Twitch dedicados ao "Diamond Stage", nos quais os jogadores podem realizar mixagens do Fuser na frente dos espectadores. Os jogadores podem ganhar diamantes no jogo de outras atividades do jogo para reservar vagas no Diamond Stage, bem como para desbloquear cosméticos, músicas e outros recursos adicionais. Enquanto um jogador está se apresentando no palco, os espectadores podem enviar solicitações, semelhantes às do modo de campanha do jogo, para desafiar o jogador atual..

## Desenvolvimento
A Harmonix anunciou um acordo de publicação por meio da NCSoft em agosto de 2018 para um jogo de ritmo para computadores pessoais e consoles.. Dan Sussman, da Harmonix, disse que a NCSoft viu o jogo em um estado inicial e rapidamente se tornou seu parceiro de publicação, incluindo suporte para apresentar o jogo em eventos da indústria.. O Fuser foi anunciado no evento 2020 PAX East em fevereiro de 2020, com planos de lançamento em 10 de novembro de 2020.
Sussman disse que o Fuser foi uma evolução contínua de seus jogos musicais em como eles viam a agência do jogador. Com o Fuser, Sussman acreditou que muitos jogadores de seus jogos têm uma ampla gama de gostos musicais, além de querer ter mais controle de como interagem com sua música, permitindo assim que sejam criativos com seus gostos. Além disso, a Harmonix descobriu que, com jogos como Rock Band, que ofereciam um grande número de músicas, as músicas se tornavam essencialmente descartáveis, pois os jogadores não tinham muito incentivo para aprender as músicas em detalhes e queriam um jogo que desse ao jogador a oportunidade de ficar mais familiarizado com a estrutura de uma música. Comparado com muitos dos jogos anteriores da Harmonix, o Fuser não requer nenhum periférico especial. Dan Walsh, da Harmonix, disse que a acessibilidade e a facilidade de levar o jogo ao mercado, tanto como produtos de varejo quanto digitais, foi um fator por trás de um jogo sem periféricos. Sussman também descobriu que, como o Fuser apresentava uma nova jogabilidade em comparação com qualquer um de seus jogos anteriores, ele era capaz de atrair jogadores experientes e novos jogadores para ele.
Sussman disse que, como nos jogos anteriores da Harmonix, as músicas de bandas intimamente associadas aos funcionários da Harmonix provavelmente também aparecerão no setlist completo. Sussman também disse que, para fins de licenciamento de música, eles garantiram que os direitos dessas músicas não incluem apenas a capacidade de mixar com outras músicas, mas também que os usuários compartilhem essas músicas e mixagens nas redes sociais.
A Harmonix anunciou que os recursos online do jogo serão encerrados em 19 de dezembro de 2022. O jogo e todos os DLCs serão removidos da venda, embora os jogadores ainda possam usar todo o conteúdo que possuem nos modos offline do jogo após esta data. No entanto, foi anunciado em 16 de dezembro de 2022 que os servidores ficariam ativos até o início de 2023, devido a um problema não especificado.

## Trilha sonora
As seguintes músicas estão incluídas no jogo base do Fuser:
| Artistas                                        | Musica                                       | Genero          | Ano  |
| ----------------------------------------------- | -------------------------------------------- | --------------- | ---- |
| 50 Cent                                         | "In da Club"                                 | Rap/Hip-Hop     | 2003 |
| a-ha                                            | "Take On Me"                                 | Pop             | 1984 |
| Ace of Base                                     | "The Sign"                                   | Pop             | 1994 |
| Agent 001                                       | "Daniel Wiggy"                               | Dance           | 2003 |
| Amy Winehouse                                   | "Rehab"                                      | R&B             | 2006 |
| Armin van Buuren                                | "Blah Blah Blah"                             | Dance           | 2018 |
| Austin Seltzer                                  | "Shanghai Slugfest"                          | Dance           | 2020 |
| Ava Max                                         | "Sweet but Psycho"                           | Pop             | 2018 |
| Bad Bunny                                       | "Yo Perreo Sola"                             | Latin/Caribbean | 2020 |
| Basement Jaxx                                   | "Where's Your Head At"                       | Dance           | 2001 |
| Basra Khan                                      | "Black Phosphorous"                          | Dance           | 2020 |
| Becky G & Natti Natasha                         | "Sin Pijama"                                 | Latin/Caribbean | 2018 |
| Benny Benassi presents The Biz                  | "Satisfaction"                               | Dance           | 2001 |
| Bignums                                         | "High Fructose"                              | Dance           | 2020 |
| Billie Eilish                                   | "Bad Guy"                                    | Pop             | 2019 |
| Black Light Odyssey                             | "Sequence Her"                               | Dance           | 2019 |
| Blue Öyster Cult                                | "(Don't Fear) The Reaper"                    | Rock            | 1976 |
| Bobby Brown                                     | "My Prerogative"                             | R&B             | 1988 |
| Brad Paisley                                    | "Mud on the Tires"                           | Country         | 2003 |
| Brown                                           | "Reminds Me"                                 | Dance           | 2020 |
| Cade7                                           | "Dot Calm"                                   | Dance           | 2020 |
| Cardi B                                         | "Bodak Yellow"                               | Rap/Hip-Hop     | 2017 |
| Carly Rae Jepsen                                | "Call Me Maybe"                              | Pop             | 2011 |
| The Chainsmokers feat. Daya                     | "Don't Let Me Down"                          | Dance           | 2015 |
| Charm Syndicate                                 | "Bloom"                                      | Dance           | 2020 |
| Childish Gambino                                | "Summertime Magic"                           | R&B             | 2018 |
| The Clash                                       | "Rock the Casbah"                            | Rock            | 1982 |
| Coldplay                                        | "Clocks"                                     | Rock            | 2002 |
| Colette                                         | "Physically (Pete Moss Remix)"               | Dance           | 2020 |
| CrackCase                                       | "Rupture Academy"                            | Dance           | 2020 |
| Da Sunlounge ft. Sara Z                         | "Been Here From the Start"                   | Dance           | 2013 |
| Danny Humbles                                   | "Streetfire Tango"                           | Dance           | 2020 |
| David Youu                                      | "Get Back To Me"                             | Dance           | 2020 |
| Deadmau5 ft. Rob Swire                          | "Ghosts 'n' Stuff"                           | Dance           | 2008 |
| Dissentor                                       | "Rotten Colossus"                            | Dance           | 2020 |
| DMX                                             | "X Gon' Give It to Ya"                       | Rap/Hip-Hop     | 2003 |
| Dolly Parton                                    | "Jolene"                                     | Country         | 1973 |
| Donna Summer                                    | "Hot Stuff"                                  | Dance           | 1979 |
| Doscomp                                         | "Lonely Mornings"                            | Dance           | 2020 |
| Dua Lipa                                        | "Don't Start Now"                            | Pop             | 2019 |
| DYH                                             | "Let's Go Home"                              | Dance           | 2020 |
| Eddie Japan                                     | "Summer Hair"                                | Rock            | 2019 |
| Eric B. & Rakim                                 | "Don't Sweat the Technique"                  | Rap/Hip-Hop     | 1992 |
| Faint Shadow                                    | "Feeling Never Lasts"                        | Dance           | 2019 |
| Fatboy Slim                                     | "The Rockafeller Skank"                      | Dance           | 1998 |
| Flo Rida Feat. Sage the Gemini & Lookas         | "G.D.F.R."                                   | Rap/Hip-Hop     | 2014 |
| Grandmaster Melle Mel                           | "The Message (2012)"                         | Rap/Hip-Hop     | 1982 |
| Greg LeBeau                                     | "This Isn’t Enough"                          | Dance           | 2020 |
| Grouplove                                       | "Tongue Tied"                                | Pop             | 2011 |
| Hashtyani                                       | "Mantra"                                     | Dance           | 2020 |
| Hollow                                          | "Rip The Floor Open"                         | Dance           | 2020 |
| Imagine Dragons                                 | "Thunder"                                    | Rock            | 2017 |
| J Balvin & Willy William                        | "Mi Gente"                                   | Latin/Caribbean | 2017 |
| Joliet                                          | "Groove on Lockdown"                         | Dance           | 2020 |
| Jonas Brothers                                  | "Sucker"                                     | Pop             | 2019 |
| Justin Timberlake                               | "Can't Stop the Feeling!"                    | Pop             | 2016 |
| Karol G & Nicki Minaj                           | "Tusa"                                       | Latin/Caribbean | 2019 |
| Kendrick Lamar & SZA                            | "All the Stars"                              | Rap/Hip-Hop     | 2018 |
| The Killers                                     | "The Man"                                    | Rock            | 2017 |
| LaBelle                                         | "Lady Marmalade"                             | R&B             | 1974 |
| Lady Gaga                                       | "Born This Way"                              | Pop             | 2011 |
| Life On Planets                                 | "Raise it Up"                                | Dance           | 2018 |
| Lil Nas X ft. Billy Ray Cyrus                   | "Old Town Road (Remix)"                      | Pop             | 2019 |
| Lizzo                                           | "Good as Hell"                               | Rap/Hip-Hop     | 2016 |
| LMFAO ft. Lauren Bennett & GoonRock             | "Party Rock Anthem"                          | Dance           | 2011 |
| Lonely C ft Kendra Foster                       | "Hold Up (Radio Edit)"                       | Dance           | 2018 |
| Lord Felix                                      | "Studio 54"                                  | Rap/Hip-Hop     | 2019 |
| Macklemore & Ryan Lewis ft. Wanz                | "Thrift Shop"                                | Rap/Hip-Hop     | 2012 |
| Maroon 5 ft. Christina Aguilera                 | "Moves like Jagger"                          | Pop             | 2011 |
| Megadeth                                        | "Symphony of Destruction"                    | Rock            | 1992 |
| Meghan Trainor                                  | "Me Too"                                     | Pop             | 2016 |
| Midnight Magic                                  | "I Gotta Feeling"                            | Dance           | 2016 |
| Migos                                           | "Stir Fry"                                   | Rap/Hip-Hop     | 2017 |
| Naughty by Nature                               | "O.P.P."                                     | Rap/Hip-Hop     | 1991 |
| Nelly                                           | "Hot in Herre"                               | Rap/Hip-Hop     | 2002 |
| O-Zone                                          | "Dragostea Din Tei"                          | Dance           | 2003 |
| ORION                                           | "Time For Crime"                             | Dance           | 2019 |
| Otis Redding                                    | "(Sittin' On) The Dock of the Bay"           | R&B             | 1968 |
| Panic! at the Disco                             | "High Hopes"                                 | Pop             | 2018 |
| Pattern Drama ft. Aquarius Heaven & Hezza Fezza | "Wait For Me"                                | Dance           | 2017 |
| Paul van Dyk                                    | "For an Angel (PvD Remix '09)"               | Dance           | 1994 |
| Pharrell Williams                               | "Happy"                                      | Pop             | 2013 |
| Pitbull ft. Ne-Yo, Afrojack & Nayer             | "Give Me Everything"                         | Pop             | 2011 |
| Pixies                                          | "Here Comes Your Man"                        | Rock            | 1989 |
| Post Malone                                     | "Better Now"                                 | Rap/Hip-Hop     | 2018 |
| Rage Against the Machine                        | "Killing in the Name"                        | Rock            | 1992 |
| Rick Astley                                     | "Never Gonna Give You Up"                    | Pop             | 1987 |
| Rüfüs Du Sol                                    | "Eyes"                                       | Dance           | 2018 |
| Salt-N-Pepa                                     | "Push It"                                    | Rap/Hip-Hop     | 1987 |
| Sam Hunt                                        | "Body Like a Back Road"                      | Country         | 2017 |
| Sean Paul                                       | "Temperature"                                | Latin/Caribbean | 2006 |
| Shania Twain                                    | "Any Man of Mine"                            | Country         | 1995 |
| Sia ft. Sean Paul                               | "Cheap Thrills"                              | Pop             | 2016 |
| Smash Mouth                                     | "All Star"                                   | Rock            | 1999 |
| Soul Clap ft. Nick Monaco & Bill "Bass" Nelson  | "Future 4 Love"                              | Rock            | 2016 |
| Steve Porter                                    | "Espresso"                                   | Dance           | 2017 |
| STL GLD ft. Latrell James                       | "Chaka Zulu"                                 | Rap/Hip-Hop     | 2012 |
| T.I. ft. Jay-Z                                  | "Bring Em Out"                               | Rap/Hip-Hop     | 2004 |
| TK Sun                                          | "Hold On Infinite"                           | Dance           | 2020 |
| Tones and I                                     | "Dance Monkey"                               | Pop             | 2019 |
| A Tribe Called Quest                            | "Can I Kick It?"                             | Rap/Hip-Hop     | 1990 |
| Twenty One Pilots                               | "Stressed Out"                               | Rock            | 2015 |
| The Unicorn Princess                            | "Back To Boston"                             | Dance           | 2020 |
| Warren G & Nate Dogg                            | "Regulate"                                   | Rap/Hip-Hop     | 1994 |
| The Weeknd                                      | "Blinding Lights"                            | Pop             | 2019 |
| Whitney Houston                                 | "I Wanna Dance with Somebody (Who Loves Me)" | Pop             | 1987 |
| Young MC                                        | "Bust a Move"                                | Rap/Hip-Hop     | 1989 |
| Zedd, Maren Morris & Grey                       | "The Middle"                                 | Dance           | 2018 |

Três músicas também estavam disponíveis como bônus de pré-venda. Os bônus de pré-encomenda foram lançados posteriormente como DLC normal em 21 de janeiro de 2021.
| Artista     | Musica               | Genero | Ano  |
| ----------- | -------------------- | ------ | ---- |
| Dua Lipa    | "New Rules"          | Pop    | 2017 |
| Khalid      | "Young Dumb & Broke" | R&B    | 2017 |
| The Killers | "Mr. Brightside"     | Rock   | 2003 |

### DLC
Após o lançamento, 25 músicas ficaram disponíveis como o primeiro lote de DLC.
| Artista                      | Musica                                      | Genero          | Ano  |
| ---------------------------- | ------------------------------------------- | --------------- | ---- |
| 21 Savage                    | "A Lot"                                     | Rap/Hip-Hop     | 2019 |
| Afrojack ft. Eva Simons      | "Take Over Control"                         | Dance           | 2010 |
| Alanis Morissette            | "Ironic"                                    | Pop             | 1996 |
| Amerie                       | "1 Thing"                                   | R&B             | 2005 |
| Ava Max                      | "Kings & Queens"                            | Pop             | 2020 |
| Bananarama                   | "Venus"                                     | Pop             | 1986 |
| The Cranberries              | "Linger"                                    | Rock            | 1993 |
| DJ Snake, J Balvin & Tyga    | "Loco Contigo"                              | Latin/Caribbean | 2019 |
| Echo & the Bunnymen          | "Lips Like Sugar"                           | Rock            | 1987 |
| Erasure                      | "A Little Respect"                          | Pop             | 1988 |
| Evanescence                  | "Bring Me to Life"                          | Rock            | 2003 |
| Fetty Wap                    | "Trap Queen"                                | Rap/Hip-Hop     | 2014 |
| French Montana ft. Swae Lee  | "Unforgettable"                             | Rap/Hip-Hop     | 2017 |
| Glen Campbell                | "Gentle on My Mind"                         | Country         | 1967 |
| Ini Kamoze                   | "Here Comes the Hotstepper (Heartical Mix)" | Latin/Caribbean | 1994 |
| Justin Timberlake            | "Rock Your Body"                            | Pop             | 2003 |
| Kane Brown ft. Lauren Alaina | "What Ifs"                                  | Country         | 2017 |
| Kelly Clarkson               | "Stronger (What Doesn't Kill You)"          | Pop             | 2012 |
| Mark Ronson ft. Miley Cyrus  | "Nothing Breaks Like a Heart"               | Pop             | 2018 |
| Nicki Minaj                  | "Starships"                                 | Pop             | 2012 |
| Sean Paul                    | "Get Busy"                                  | Latin/Caribbean | 2003 |
| Soulja Boy Tell 'Em          | "Crank That (Soulja Boy)"                   | Rap/Hip-Hop     | 2007 |
| Tone Loc                     | "Funky Cold Medina"                         | Rap/Hip-Hop     | 1989 |
| Topic with A7S               | "Breaking Me"                               | Dance           | 2019 |
| Usher ft. Pitbull            | "DJ Got Us Fallin' in Love"                 | Pop             | 2010 |

Em 18 de novembro de 2020, a Harmonix anunciou o primeiro lote de músicas DLC pós-lançamento, junto com o 2020 Backstage Pass, que inclui todas as músicas e pacotes cosméticos lançados até o final de 2020.
| Artista                                 | Musica                               | Genero          | Ano  | Data de lançamento      |
| --------------------------------------- | ------------------------------------ | --------------- | ---- | ----------------------- |
| Deee-Lite                               | "Groove Is in the Heart"             | Pop             | 1990 | 19 de novembro de 2020  |
| Harry Styles                            | "Adore You"                          | Pop             | 2019 | 19 de novembro de 2020  |
| Zedd & Griff                            | "Inside Out"                         | Dance           | 2020 | 19 de novembro de 2020  |
| Maroon 5                                | "Maps"                               | Pop             | 2014 | 24 de novembro de 2020  |
| Schoolboy Q                             | "Man of the Year"                    | Rap/Hip-Hop     | 2013 | 24 de novembro de 2020  |
| Tag Team                                | "Whoomp! (There It Is)"              | Rap/Hip-Hop     | 1993 | 24 de novembro de 2020  |
| Future                                  | "Mask Off"                           | Rap/Hip-Hop     | 2017 | 3 de dezembro de 2020   |
| Sub Urban                               | "Cradles"                            | Dance           | 2019 | 3 de dezembro de 2020   |
| OneRepublic                             | "Counting Stars"                     | Pop             | 2013 | 3 de dezembro de 2020   |
| Lizzo                                   | "Juice"                              | Rap/Hip-Hop     | 2019 | 10 de dezembro de 2020  |
| Rascal Flatts                           | "Life Is a Highway"                  | Country         | 2006 | 10 de dezembro de 2020  |
| Weezer                                  | "Buddy Holly"                        | Rock            | 1994 | 10 de dezembro de 2020  |
| Mase                                    | "Feel So Good"                       | Rap/Hip-Hop     | 1997 | 17 de dezembro de 2020  |
| The Sugarhill Gang                      | "Apache (2012)"                      | Rap/Hip-Hop     | 1981 | 17 de dezembro de 2020  |
| Wu-Tang Clan                            | "Gravel Pit"                         | Rap/Hip-Hop     | 2000 | 17 de dezembro de 2020  |
| Icona Pop ft. Charli XCX                | "I Love It"                          | Pop             | 2012 | 22 de dezembro de 2020  |
| Flo Rida ft. T-Pain                     | "Low"                                | Rap/Hip-Hop     | 2007 | 22 de dezembro de 2020  |
| EMF                                     | "Unbelievable"                       | Pop             | 1990 | 22 de dezembro de 2020  |
| Lil Uzi Vert                            | "XO Tour Llif3"                      | Rap/Hip-Hop     | 2017 | 29 de dezembro de 2020  |
| Jack Harlow                             | "Whats Poppin"                       | Rap/Hip-Hop     | 2020 | 29 de dezembro de 2020  |
| SAINt JHN                               | "Roses (Imanbek Remix)"              | Dance           | 2019 | 29 de dezembro de 2020  |
| Chumbawamba                             | "Tubthumping"                        | Rock            | 1997 | 7 de janeiro de 2021    |
| The Clash                               | "Should I Stay or Should I Go"       | Rock            | 1982 | 7 de janeiro de 2021    |
| Post Malone                             | "Circles"                            | Pop             | 2019 | 7 de janeiro de 2021    |
| Chaka Demus & Pliers                    | "Murder She Wrote"                   | Latin/Caribbean | 1992 | 14 de janeiro de 2021   |
| Kat DeLuna ft. Elephant Man             | "Whine Up"                           | Latin/Caribbean | 2007 | 14 de janeiro de 2021   |
| Ricky Martin                            | "Livin' la Vida Loca"                | Latin/Caribbean | 1999 | 14 de janeiro de 2021   |
| Jason Derulo                            | "Take You Dancing"                   | Pop             | 2020 | 28 de janeiro de 2021   |
| Marshmello ft. Bastille                 | "Happier"                            | Dance           | 2018 | 28 de janeiro de 2021   |
| Shaggy                                  | "Boombastic (Hot Shot 2020)"         | Latin/Caribbean | 1995 | 28 de janeiro de 2021   |
| 24kGoldn ft. Iann Dior                  | "Mood"                               | Rap/Hip-Hop     | 2020 | 4 de fevereiro de 2021  |
| Bebe Rexha ft. Doja Cat                 | "Baby, I'm Jealous"                  | Pop             | 2020 | 4 de fevereiro de 2021  |
| Shawn Mendes                            | "Higher"                             | Pop             | 2020 | 4 de fevereiro de 2021  |
| David Guetta & Sia                      | "Let's Love"                         | Dance           | 2020 | 11 de fevereiro de 2021 |
| Dua Lipa & Blackpink                    | "Kiss and Make Up"                   | Pop             | 2017 | 11 de fevereiro de 2021 |
| Surf Mesa ft. Emilee                    | "ILY (I Love You Baby)"              | Dance           | 2019 | 11 de fevereiro de 2021 |
| Anitta Feat. Cardi B and Myke Towers    | "Me Gusta"                           | Latin/Caribbean | 2020 | 18 de fevereiro de 2021 |
| Harry Styles                            | "Golden"                             | Pop             | 2020 | 18 de fevereiro de 2021 |
| Marshmello, Imanbek ft. Usher           | "Too Much"                           | Dance           | 2020 | 18 de fevereiro de 2021 |
| Bell Biv DeVoe                          | "Poison"                             | R&B             | 1990 | 25 de fevereiro de 2021 |
| DaBaby                                  | "Bop"                                | Rap/Hip-Hop     | 2019 | 25 de fevereiro de 2021 |
| Daddy Yankee ft. Snow                   | "Con Calma"                          | Latin/Caribbean | 2019 | 25 de fevereiro de 2021 |
| Ava Max                                 | "My Head & My Heart"                 | Pop             | 2020 | March 4, 2021           |
| Bonnie Tyler                            | "Holding Out for a Hero"             | Rock            | 1984 | March 4, 2021           |
| David Guetta ft. Nicki Minaj & Flo Rida | "Where Them Girls At"                | Dance           | 2011 | March 11, 2021          |
| Vengaboys                               | "We Like to Party! (The Vengabus)"   | Dance           | 1998 | March 11, 2021          |
| The White Stripes                       | "Seven Nation Army"                  | Rock            | 2003 | March 11, 2021          |
| Sean Kingston                           | "Fire Burning"                       | Latin/Caribbean | 2009 | March 18, 2021          |
| Tiësto                                  | "Red Lights"                         | Dance           | 2013 | March 18, 2021          |
| Linkin Park                             | "Numb"                               | Rock            | 2003 | March 25, 2021          |
| Martin Garrix                           | "Animals"                            | Dance           | 2013 | March 25, 2021          |
| Modern English                          | "I Melt with You"                    | Pop             | 1982 | March 25, 2021          |
| Darude                                  | "Sandstorm"                          | Dance           | 2000 | April 1, 2021           |
| Panic! at the Disco                     | "Dancing's Not a Crime"              | Pop             | 2018 | April 1, 2021           |
| La Guerra Naranja                       | "Una Noche Más"                      | Latin/Caribbean | 2021 | April 8, 2021           |
| Winnage                                 | "The Night Porter"                   | Dance           | 2021 | April 8, 2021           |
| Ja Rule ft. Ashanti                     | "Always on Time"                     | R&B             | 2001 | April 15, 2021          |
| Lady Gaga & Blackpink                   | "Sour Candy"                         | Pop             | 2020 | April 15, 2021          |
| Free Sheets                             | "Don't You Dare"                     | Rap/Hip-Hop     | 2001 | April 22, 2021          |
| ximena                                  | "pi de limón"                        | Dance           | 2021 | April 22, 2021          |
| Anthrax                                 | "Among the Living"                   | Rock            | 1987 | April 29, 2021          |
| The Offspring                           | "Self Esteem"                        | Rock            | 1994 | April 29, 2021          |
| J. Cole                                 | "No Role Modelz"                     | Rap/Hip-Hop     | 2015 | May 6, 2021             |
| Some Lover                              | "Days Ahead, Days Behind"            | Country         | 1995 | May 6, 2021             |
| Billie Eilish                           | "Therefore I Am"                     | Pop             | 2020 | May 13, 2021            |
| Disclosure ft. Sam Smith                | "Latch"                              | Dance           | 2012 | May 13, 2021            |
| The Cure                                | "Friday I'm in Love"                 | Rock            | 1992 | May 20, 2021            |
| Soft Cell                               | "Tainted Love"                       | Pop             | 1981 | May 20, 2021            |
| Connecticut River Boys                  | "Must Be Nice"                       | Country         | 1970 | May 25, 2021            |
| Dirty Vegas                             | "Days Go By"                         | Dance           | 2001 | May 27, 2021            |
| Haddaway                                | "What Is Love"                       | Dance           | 1993 | May 27, 2021            |
| Faint Shadow                            | "Loop Pack 01"                       | Dance           | 2021 | May 27, 2021            |
| Danny Humbles                           | "Loop Pack 02"                       | Dance           | 2021 | May 28, 2021            |
| The Last Cavallard                      | "Abilene and Down"                   | Country         | 1985 | May 28, 2021            |
| Fleetwood Mac                           | "Dreams"                             | Rock            | 1977 | June 3, 2021            |
| Hall & Oates                            | "Maneater"                           | Rock            | 1982 | June 3, 2021            |
| Cap'n Spicy Dill                        | "Soon May the Wellerman Come"        | Pop             | 1860 | June 3, 2021            |
| TK Sun                                  | "Loop Pack 03"                       | Dance           | 2021 | June 4, 2021            |
| Zara Larsson                            | "Look What You've Done"              | Pop             | 2021 | June 10, 2021           |
| Alesso & Armin van Buuren               | "Leave a Little Love"                | Dance           | 2021 | June 10, 2021           |
| Imagine Dragons                         | "Follow You"                         | Rock            | 2021 | June 17, 2021           |
| Machine Gun Kelly & Blackbear           | "My Ex's Best Friend"                | Rock            | 2020 | June 17, 2021           |
| Dissentor                               | "Loop Pack 12"                       | Dance           | 2021 | June 17, 2021           |
| Dissentor                               | "Loop Pack 04"                       | Dance           | 2021 | June 18, 2021           |
| Joel Corry Feat. MNEK                   | "Head & Heart"                       | Pop             | 2020 | June 24, 2021           |
| Masked Wolf                             | "Astronaut in the Ocean"             | Rap/Hip-Hop     | 2019 | June 24, 2021           |
| Blanks                                  | "Hart and 12th"                      | Dance           | 2013 | June 25, 2021           |
| Lil Nas X                               | "Montero (Call Me by Your Name)"     | Pop             | 2021 | July 1, 2021            |
| Tiësto                                  | "The Business"                       | Dance           | 2020 | July 1, 2021            |
| ATB, Topic, A7S                         | "Your Love (9PM)"                    | Dance           | 2021 | July 8, 2021            |
| Skrewbert                               | "The Game Got You"                   | Dance           | 2016 | July 8, 2021            |
| Warlords of the Old West                | "Strychnine Baby"                    | Rock            | 2003 | July 9, 2021            |
| Beast Business                          | "Royce Please"                       | Rap/Hip-Hop     | 2016 | July 15, 2021           |
| Marlon Kane                             | "This is How You Left Me"            | R&B             | 1969 | July 15, 2021           |
| Black Astrolabe                         | "Parabola"                           | Rock            | 1973 | July 15, 2021           |
| Katrina and the Waves                   | "Walking on Sunshine"                | Pop             | 1983 | July 22, 2021           |
| Faint Shadow                            | "Loop Pack 07"                       | Dance           | 2021 | July 22, 2021           |
| The Lingala Sound                       | "Crystal Beach"                      | Dance           | 2016 | July 29, 2021           |
| TK Sun                                  | "Loop Pack 11"                       | Dance           | 2021 | July 29, 2021           |
| Jace The Revelator ft. Info$ec          | "Silly Bros"                         | Rap/Hip-Hop     | 2005 | July 30, 2021           |
| Righteous Palms Crew                    | "Take U 4 A Ride"                    | Dance           | 1993 | August 5, 2021          |
| Bignums                                 | "Loop Pack 05"                       | Rap/Hip-Hop     | 2021 | August 12, 2021         |
| The Venona Project                      | "Fermionic"                          | Dance           | 2006 | August 19, 2021         |
| Pinhole Cage                            | "Just About to Snap"                 | Rock            | 1997 | August 19, 2021         |
| Basra Khan                              | "Loop Pack 06"                       | Dance           | 2021 | August 26, 2021         |
| Victoria Chance                         | "Love Theme from The Invisible Jury" | Pop             | 2014 | September 2, 2021       |
| Spectral Interference                   | "Slackjaw"                           | Dance           | 1986 | September 9, 2021       |
| The Proclaimers                         | "I'm Gonna Be (500 Miles)"           | Rock            | 1988 | September 23, 2021      |
| Fine Young Cannibals                    | "She Drives Me Crazy"                | Rock            | 1988 | September 23, 2021      |
| Freda Turner                            | "Hard Light"                         | Dance           | 1978 | September 30, 2021      |
| Ellie Goulding                          | "Lights"                             | Pop             | 2010 | October 7, 2021         |
| X Ambassadors                           | "Renegades"                          | Rock            | 2015 | October 7, 2021         |
| Deep Purple                             | "Smoke on the Water"                 | Rock            | 1972 | October 7, 2021         |
| Talking Heads                           | "Burning Down the House"             | Rock            | 1983 | October 7, 2021         |
| Lossage                                 | "Moon Lab"                           | Dance           | 2013 | October 14, 2021        |
| Pseudoprime                             | "Laser Dome"                         | Dance           | 2014 | October 21, 2021        |
| Bignums                                 | "Larry's Place (Part II)"            | Rap/Hip-Hop     | 2019 | October 28, 2021        |
| Naughty by Nature                       | "Hip Hop Hooray"                     | Rap/Hip-Hop     | 1993 | November 4, 2021        |
| Mobb Deep                               | "Shook Ones (Part II)"               | Rap/Hip-Hop     | 1995 | November 4, 2021        |
| Rick James                              | "Super Freak"                        | R&B             | 1981 | November 4, 2021        |
| War                                     | "Low Rider"                          | Rock            | 1975 | November 4, 2021        |
| Jackson Oak                             | "Submerged"                          | Rock            | 1995 | November 4, 2021        |
| Macrotape                               | "Barcoded"                           | Dance           | 1990 | November 18, 2021       |
| Tiny Taps                               | "Dead Metrocard"                     | Dance           | 2006 | November 25, 2021       |
| Megan Thee Stallion                     | "Savage"                             | Rap/Hip-Hop     | 2020 | December 9, 2021        |
| Dua Lipa                                | "Levitating"                         | Pop             | 2020 | December 9, 2021        |
| Lizzo ft. Cardi B                       | "Rumors"                             | Pop             | 2021 | December 9, 2021        |
| The Kid LAROI & Justin Bieber           | "Stay"                               | Pop             | 2021 | December 9, 2021        |
| CrackCase                               | "Somatic"                            | Dance           | 2015 | December 9, 2021        |
| The Flashpaper Kingdom                  | "Watch Your Step"                    | Dance           | 2012 | December 16, 2021       |
| Marlon Kane                             | "Parlayed"                           | R&B             | 1969 | January 6, 2022         |
| Candy Kettles                           | "Dexting"                            | Dance           | 2015 | January 20, 2022        |
| Nightfeels                              | "Find You"                           | Rock            | 2005 | February 10, 2022       |
| 5 Bladed                                | "GrimeTime"                          | Dance           | 2015 | February 17, 2022       |
| Son Horizon                             | "That Unbearable Lightness"          | Dance           | 2010 | April 14, 2022          |

Em 10 de fevereiro de 2022, foi anunciado que após o lançamento de singles individuais do pacote Mixtape 2021 em março, os lançamentos de DLC pagos para o jogo cessariam, enquanto a música dentro da Diamond Shop continuaria a ser lançada..

## Recepção
Fuser recebeu uma recepção geralmente positiva dos críticos. O lançamento para PC recebeu "críticas mistas ou médias".

## Referencias
1. 1 2 3 4  McWhertor, Michael (26 de fevereiro de 2020). «Harmonix lança Fuser, um jogo de mixagem de música onde você joga como DJ de festival». Polygon. Consultado em 26 de fevereiro de 2020
2. 1 2  Naudus, Kris (3 de março de 2020). «'Fuser' é 'Rock Band' e 'DropMix' sem a confusão cara». Engadget
3. ↑  Fahey, Mike (25 de maio de 2021). «Nova atualização do Fuser permite que os jogadores sejam DJs para mais de 250 fãs ao vivo». Kotaku. Consultado em 25 de maio de 2021
4. ↑  Kerr, Chris (2 de agosto de 2018). «Harmonix assina contrato de publicação multiplataforma com NCSoft». Gamasutra
5. 1 2 3 4 5  Couture, Joel (6 de março de 2020). «Harmonix fala sobre permitir que os jogadores sejam criativos com o FUSER». Siliconera. Consultado em 6 de março de 2020
6. ↑  LeBlanc, Leslie (3 de setembro de 2020). «Fuser da Harmonix ganha data de lançamento em novembro». IGN. Consultado em 3 de setembro de 2020
7. ↑  Dayus, Oscar (26 de fevereiro de 2020). «Guitar Hero desenvolve novo jogo despreza instrumentos físicos – aqui está o porquê». PCGamesN. Consultado em 29 de fevereiro de 2020
8. ↑  Romano, Sal (2 de dezembro de 2022). «FUSER encerrará todas as vendas e serviços online em 19 de dezembro». Gematsu. Consultado em 2 de dezembro de 2022
9. ↑  «FUSER on Twitter». Twitter. 16 de dezembro de 2022. Consultado em 25 de dezembro de 2022
10. ↑  Koczwara, Michael (26 de fevereiro de 2020). «'Fuser' faz você se sentir como um DJ - mesmo que você não saiba quem é Billie Eilish». The Hollywood Reporter. Consultado em 26 de fevereiro de 2020
11. ↑  «Créditos da música do Fuser». Harmonix Music Systems. Consultado em 19 de junho de 2021
12. ↑  Mejia, Ozzie (22 de outubro de 2020). «Fuser revela as primeiras 25 músicas do DLC enquanto se torna ouro». Shacknews. Consultado em 19 de junho de 2021
13. ↑  «FUSER 2022 Update». 10 de fevereiro de 2022
14. 1 2  «Fuser for Switch Reviews». Metacritic. CBS Interactive. Consultado em 22 de dezembro de 2020
15. 1 2  «Fuser for PC Reviews». Metacritic. CBS Interactive. Consultado em 22 de dezembro de 2020
16. 1 2  «Fuser for PlayStation 4 Reviews». Metacritic. CBS Interactive. Consultado em 22 de dezembro de 2020
17. 1 2  «Fuser for Xbox One Reviews». Metacritic. CBS Interactive. Consultado em 22 de dezembro de 2020